# Más allá del horizonte (obra de teatro)
Más allá del horizonte (Beyond the Horizon) es una obra escrita por dramaturgo estadounidense Eugene O'Neill en 1920. Fue el ganador del Premio Pulitzer de Teatro de ese año. Su representación en Broadway fue un éxito.

## Argumento
La obra se centra en el retrato de una familia, y en particular dos hermanos, Andrew y Robert. En el primer acto de la obra, Robert está a punto de salir al mar con su tío Dick, un capitán de barco, mientras que Andrew espera casarse con su novia, Ruth.